# Meistera muricarpa
Sa nhân quả có mỏ (danh pháp khoa học: Meistera muricarpa) là một loài thực vật có hoa trong họ Gừng. Loài này được Adolph Daniel Edward Elmer mô tả khoa học đầu tiên năm 1915 dưới danh pháp Amomum muricarpum. Mẫu vật điển hình số 10947 do Elmer thu thập ở độ cao 533 m (1.750 ft) trên núi Apo ở Mindanao tháng 6 năm 1909.
Năm 2018, Jana Leong-Škorničková và Mark Newman chuyển nó sang chi Meistera mới được phục hồi.

## Phân bố
Loài này có trong khu vực bao gồm Lào, Philippines (Mindanao), đông nam Trung Quốc (Quảng Đông, Quảng Tây, Hải Nam), Việt Nam. Môi trường sống là rừng rậm, ở cao độ 300-1.000 m.

## Mô tả
Cây cao 2-3 m. Thân rễ mập. Lưỡi bẹ 7-9 mm; cuống lá 5-10 mm; phiến lá hình mũi mác hoặc thuôn dài-hình mũi mác, 25-35 × 6-8 cm, nhẵn nhụi, đáy hình nêm, đỉnh hình đuôi-nhọn. Cụm hoa dạng bông hình trứng, 6-8 cm; cuống 5-7 cm, các bẹ giống hình vảy xếp lợp, các bẹ gần nhỏ hơn các bẹ ở xa; trục cụm hoa có lông măng màu vàng; lá bắc con màu nâu, hình ống, dài 2-2,5 cm, xẻ gần như tới đáy ở một bên. Đài hoa màu đỏ, khoảng 2,5 cm, đỉnh 2 khe. Ống tràng hoa dài bằng đài hoa; các thùy màu vàng mơ, có gân màu đỏ rõ nét, dài 2-3 cm. Các nhị lép ở bên hình giùi. Cánh giữa môi dưới màu vàng mơ với các gân và đốm màu tía, hình trứng ngược, dài 2,5-3 cm, mép có lược mào, đỉnh 2 khe. Phần phụ liên kết hình bán nguyệt, tỏa rộng sang bên, khoảng 5 mm × 1 cm. Quả nang màu đỏ, hình cầu hoặc elipxoit, đường kính khoảng 2,5 cm, có lông măng màu vàng, có nhánh, gai mọng thịt 3-6 mm. Ra hoa tháng 5-9, tạo quả tháng 6-12. 2n = 48.

## Tên gọi khác
Tại Trung Quốc gọi là 牛牯缩蔻 (ngưu cổ súc khấu).